# Wasilij Abramow
Wasilij Leontjewicz Abramow ros. Василий Леонтьевич Абрамов (ur. 2 lutego?/14 lutego 1894 we wsi Spirowo w powiecie pudożskim w guberni ołonieckiej, zm. 1982) – radziecki generał major (od 28 kwietnia 1943). 

## Życiorys
W listopadzie 1914 został powołany do wojska, w 1915 ukończył Peterhofską Szkołę Chorążych; brał udział w I wojnie światowej jako dowódca pododdziału tatarskiego, podoficer.  
W marcu 1918 wstąpił do Armii Czerwonej. W czasie wojny domowej walczył na Północnym i Południowym Froncie, był dowódcą oddziału specjalnego przeznaczenia, następnie batalionu, szefem sztabu i pełniącym obowiązki dowódcy oddziału brygady WCzK. Od maja 1921 był szefem sztabu 51 Samodzielnej Dywizji Kolejowej wojsk WCzK Ukrainy, od lipca 1921 – Zarządu Wojsk Ochrony Kolei Ukrainy i Krymu. Od listopada 1921 był zastępcą szefa sztabu wojsk WCzK/OGPU/NKWD Ukrainy. 
W 1926 ukończył w trybie wieczorowym Charkowski Instytut Gospodarki Narodowej, w 1930 Charkowskie Kursy Planowania Ekonomicznego i w 1934 Akademię Wojskową im. Michaiła Frunzego. 
Od maja 1935 był zastępcą szefa wydziału przygotowania bojowego sztabu wojsk pogranicznych Dalekowschodniego Okręgu Wojskowego, a od czerwca 1939 zastępcą szefa sztabu Zarządu Wojsk Pogranicznych Czarnomorskiego Okręgu Wojskowego. Od sierpnia 1941 był szefem sztabu 4 Dywizji Strzeleckiej wojsk wewnętrznych. Od października 1941 był dowódcą 184 Dywizji Strzeleckiej. Brał udział w walkach na Krymie i w Sewastopolu. 5 grudnia 1941 został usunięty ze stanowiska.
Od stycznia 1942 był dowódcą 75 Dywizji Strzeleckiej w  Iranie, od sierpnia 1942 zastępcą dowódcy 3 Korpusu Strzelców Górskich, od 30 marca do 11 listopada 1943 dowódcą 21 Korpusu Strzeleckiego. Brał udział Biełgorodzko-Charkowskiej, Kijowskiej i Żytomiersko-Berdyczowskiej Operacji. Od maja 1944 był szefem sztabu Zarządu Wojsk Pogranicznych LKSW/MBP Czarnomorskiego, a w 1946 – Moskiewskiego Okręgu Wojskowego. 
Od listopada 1946 w rezerwie. 
Autor pamiętników „Na ratnych dorogach” (wyd. 1962).

## Odznaczenia
- Order Lenina
- Order Czerwonego Sztandaru (dwukrotnie)
- Order Wojny Ojczyźnianej I klasy
- Order Czerwonej Gwiazdy

I medale.